# يلينغ (كامبريدجشير)
يلينغ (بالإنجليزية: Yelling)‏ هي قرية و أبرشية مدنية تقع في المملكة المتحدة في إنجلترا.